# Erich Goudefroy
Erich Goudefroy (* 9. März 1880 in Dissen am Teutoburger Wald; † 7. April 1960 in Bremen) war von 1933 bis 1935 Präsident der Reichsbahndirektion Mainz, anschließend der Reichsbahndirektion Altona (ab 1937: Reichsbahndirektion Hamburg).

## Lebenslauf

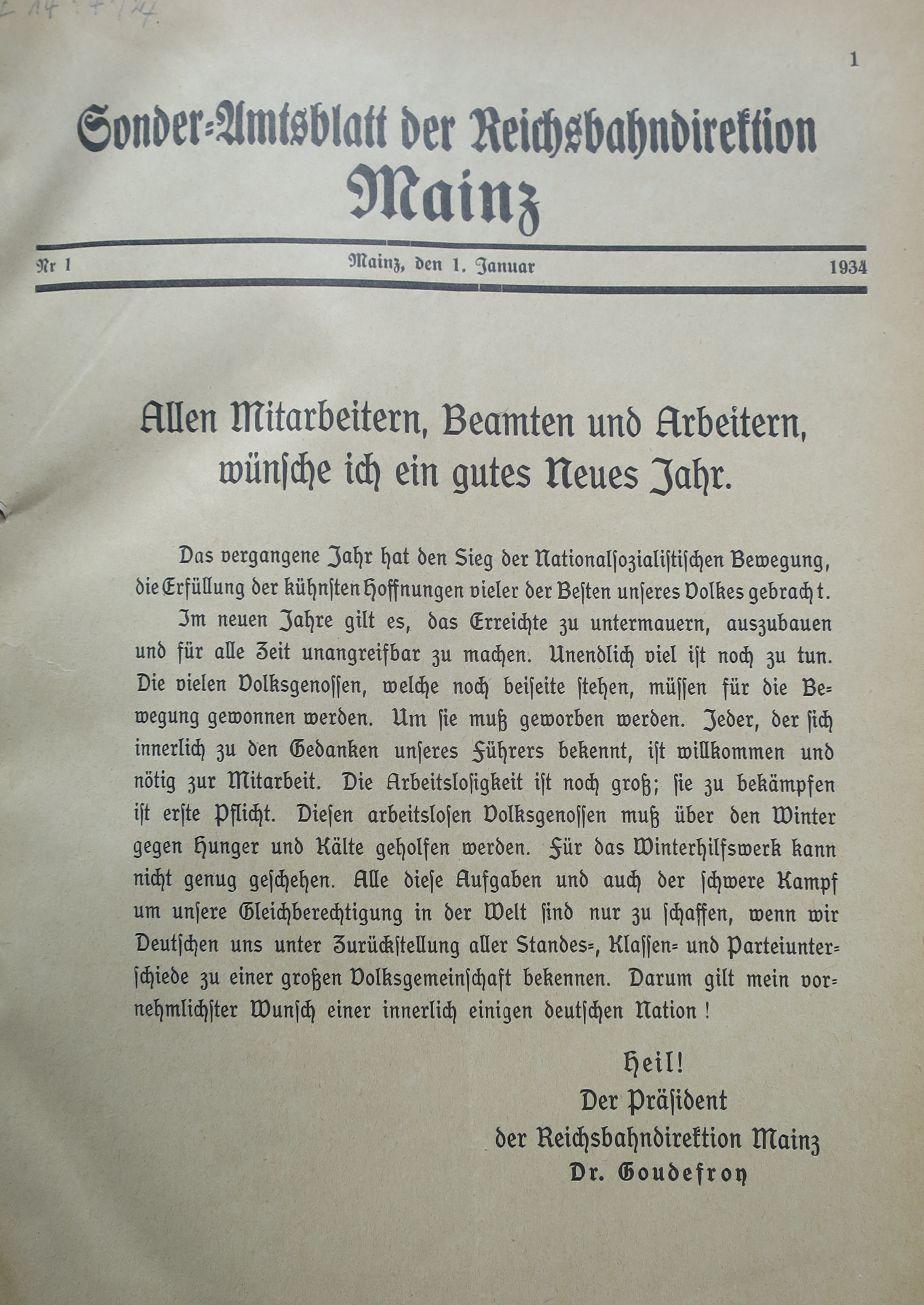
Neujahrsgruß 1934 an die Mitarbeiter der Reichsbahndirektion Mainz

Er studierte an den Universitäten Bonn, Berlin und Göttingen Rechts- und Staatswissenschaft und promovierte 1902 in den Rechtswissenschaften.1905, 1906 oder 1907 trat er in den preußischen Staatsdienst von dem er 1908 zu den Preußischen Staatseisenbahnen wechselte. Zunächst war er in der Eisenbahndirektion Köln tätig, später – so 1915 – war er Mitglied der Eisenbahndirektion Altona. Hier war er auch Bevollmächtigter der Direktion beim Senat der Freien und Hansestadt Hamburg und wurde zum 1. Juli 1915 zum Rat ernannt. Am Ersten Weltkrieg nahm er bei den Eisenbahntruppen teil, zuletzt als Major. Nach dem Krieg war er zunächst Personal-, später Verkehrsdezernent der Reichsbahndirektion Frankfurt/Main. 1921 wurde er zum Oberrat befördert. 1924 wurde er zum Reichssparkommissar abgeordnet, anschließend war er für mehr als drei Jahre Direktor der Verkehrs-Kredit-Bank in Karlsruhe und war in dieser Zeit bei der Reichsbahn  beurlaubt. 1928 kehrte er in den aktiven Dienst der Reichsbahn zurück und arbeitete in der Reichsbahndirektion Hannover. Ab 1930 war er zunächst für das Gebiet von Mitteldeutschland, dann von Südwestdeutschland für den gemeinsam mit der Reichspost betriebenen Busverkehr zuständig. Erich Goudefroy trat zum 1. Dezember 1931 der NSDAP bei (Mitgliedsnummer 760.962). und Mitarbeiter der Obersten Parteileitung in Beamtenfragen. Im August 1933 wurde er zum Präsidenten der Reichsbahndirektion Mainz ernannt, zum 28. September 1935 in gleicher Funktion zur Reichsbahndirektion Altona versetzt. 1943 erhielt er das Ritterkreuz des Kriegsverdienstkreuzes mit Schwertern.

## Werke
In zeitlicher Abfolge geordnet 
- Allen Mitarbeitern, Beamten und Arbeitern wünsche ich ein gutes Neues Jahr. In: Deutsche Reichsbahn-Gesellschaft (Hg.): Sonder-Amtsblatt der Reichsbahndirektion Mainz vom 1. Januar 1934, Nr. 1, S. 1.
- [Rede zum Tag der nationalen Arbeit] 1934. In: Deutsche Reichsbahn-Gesellschaft (Hg.): Anlage zum Amtsblatt der Reichsbahndirektion Mainz vom 5. Mai 1934, Nr. 22.[Anm. 2]
- An alle Mitarbeiter – Arbeiter, Beamte und Angestellte – des Bezirks Mainz. Zum Jahreswechsel!. In: Deutsche Reichsbahn-Gesellschaft (Hg.): Sonder-Amtsblatt der Reichsbahndirektion Mainz vom 1. Januar 1935, Nr. 1, S. 1.